# Tracheplexia richinii
Tracheplexia richinii är en fjärilsart som beskrevs av Emilio Berio 1973. Tracheplexia richinii ingår i släktet Tracheplexia och familjen nattflyn. Inga underarter finns listade i Catalogue of Life.